# Aquarius (estação oceanográfica)

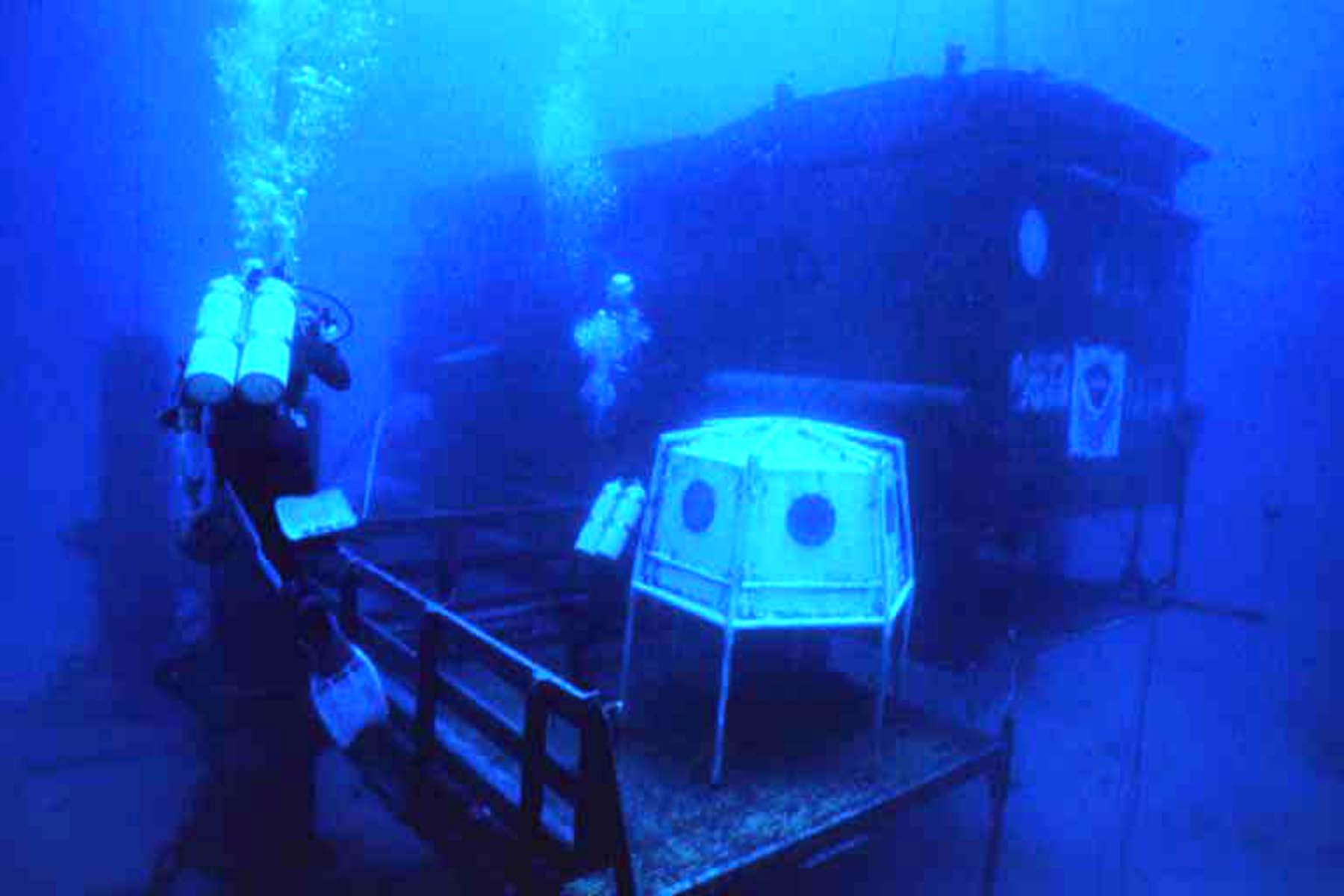
Visão submarina externa do Aquarius

Aquarius é uma estação oceanográfica localizada ao largo de Florida Keys, no sul da Flórida, Estados Unidos, no Santuário Marinho Nacional de Florida Keys (Florida Keys National Marine Sanctuary). É o único laboratório científico submarino no mundo.
O Aquarius pertence à NOAA - National Oceanic and Atmospheric Administration - foi construído no Texas em 1986 e as primeiras operações submarinas começaram a ser feitas nas Ilhas Virgens. Após a devastação causada na área pelo furacão Hugo em 1989, ele foi transportado para reparos no Centro Nacional de Pesquisa Submarina (NURC) e reconduzido a Florida Keys em 1992, onde fica instalado a 20 m de profundidade sob a água, sobre um fundo de corais, numa área ideal para o estudo das barreiras de coral submersas da costa norte-americana.
O laboratório é frequentemente usado por biólogos marinhos, que fazem do Aquarius uma base permanente para o estudo dos corais, dos peixes e das plantas aquáticas que existem ao redor e da composição do mar da região. Nele, há uma série sofisticada de equipamentos de pesquisa aquática e de computadores, que permitem aos cientistas realizar prospecções e examinar amostras sem necessidade de deixar as instalações do laboratório.

## Instalações

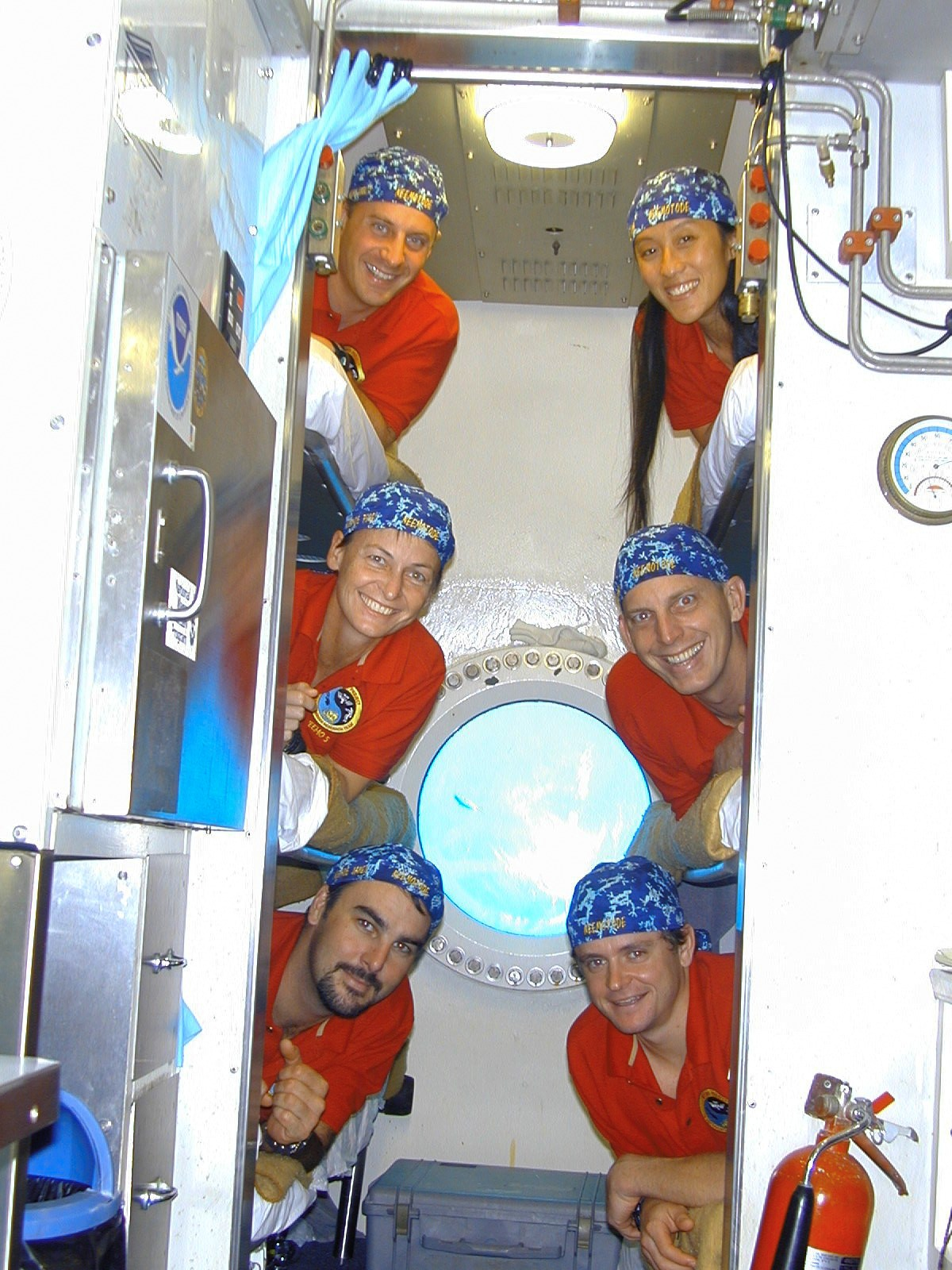
Astronautas e técnicos no Aquarius durante a NEEMO 5, a quinta expedição subaquática da NASA no laboratório submarino, em 2003.

O habitat submarino tem acomodações para quatro cientistas e dois técnicos, que ali se instalam para missões com uma duração média de dez dias e seus ocupantes são chamados de 'aquanautas'. Os mergulhos realizados a partir da base submersa podem durar até nove horas, o que permite uma observação do meio ambiente por um tempo que não seria possível com um mergulho comum da superfície.
Ele consiste de três compartimentos: o acesso à água é feito através de um compartimento úmido, equipado com uma câmara que iguala a pressão do vestíbulo com a da água naquela profundidade, através de um equilíbrio hidrostático. O maior compartimento dele, o habitat, é mantido na pressão atmosférica normal, como um submarino. E um terceiro compartimento menor, é um tipo de corredor de espera entre os dois, enquanto a pressão do compartimento de saída é igualado à pressão do oceano do lado de fora ou vice versa, quando retornam do mar. Este tipo de construção permite que a equipe retorne a superfície sem a necessidade de uma câmara de descompressão. A tripulação permanece 17 horas dentro do compartimento principal à medida que a pressão é diminuída lentamente, de maneira a não sofrer os efeitos da doença de descompressão após a subida.

## NASA
Desde 2001, a NASA vem utilizando o laboratório submarino Aquarius para o seu programa NEEMO, nos estudos de vários aspectos das reações humanas em voos espaciais tripulados, num meio ambiente similar. Assim como o espaço, o fundo do mar é um mundo hostil aos humanos e para a vida humana. O laboratório funciona como um porto seguro para que astronautas e cientistas da agência espacial vivam e trabalham por diversas semanas a cada missão ali instalada.